# Birth of a Prince
Birth of a Prince – trzeci album studyjny amerykańskiego rapera RZA, członka Wu-Tang Clanu, wydany 7 października 2003 roku nakładem wytwórni Sanctuary Records. Album zadebiutował na 49. miejscu notowania Billboard 200, oraz 20. miejscu Top R&B/Hip-Hop Albums.

## Lista utworów
| #  | Tytuł                                              | Producent       | Sample | Czas |
| -- | -------------------------------------------------- | --------------- | --- | ---- |
| 1  | "Bob N' I"                                         | Choco           | - Freda Payne - "Feeling Good" - Grandmaster Flash and the Furious Five – "Superappin" - Interpolacja folkowej piosenki "Hush, Little Baby"                                                     | 2:52 |
| 2  | "The Grunge" (gośc. Beretta 9)                     | RZA             | - Tom Jones – "Looking Out My Window" | 1:53 |
| 3  | "We Pop" (gośc. Ol’ Dirty Bastard, CCF Division)   | Megahertz       | | 4:53 |
| 4  | "Grits" (gośc. Allah Real, Masta Killa)            | RZA             | - Jones & Blumenberg - "I Forgot to Remember" | 4:17 |
| 5  | "Fast Cars" (gośc. Ghostface Killah, Erica Bryant) | True Master     | - Isaac Hayes – "A Few More Kisses to Go" - Jungle Brothers – "Because I Got It Like That" | 3:59 |
| 6  | "Chi Kung" (gośc. Cilvaringz, Featherz)            | Barracuda       | - Jean Plum - "Loneliness" - Isaac Hayes – "A Few More Kisses to Go" | 4:20 |
| 7  | "You'll Never Know" (gośc. Cilvaringz)             | RZA             | - The Beatles – "Do You Want to Know a Secret" - Eggo - "L'eggo My Eggo" | 3:23 |
| 8  | "Drink, Smoke + Fuck"                              | RZA             | | 3:23 |
| 9  | "The Whistle" (gośc. Prodigal Sunn, Masta Killa)   | RZA             | - Bernard Wystraete - "Daydream" | 3:02 |
| 10 | "The Drop Off"                                     | RZA             | | 3:27 |
| 11 | "Wherever I Go" (gość. Allah Real, CCF Division)   | RZA             | | 4:49 |
| 12 | "Koto Chotan" (gośc. Masta Killa, Tash Mahogany)   | RZA             | - Syl Johnson – "That’s Just My Luck" - Afu-Ra – "Dangerous Language" | 2:50 |
| 13 | "A Day to God is 1,000 Years"                      | Bronze Nazareth | - Chuck Mangione – "Memories of Scirocco" - Gladys Knight & the Pips – "The Way We Were / Try to Remember" - Billie Holiday – "I Loves You, Porgy" - Solomon Burke – "Get Out of My Life Woman" | 3:57 |
| 14 | "Cherry Range" (gośc. Xavier Naidoo)               | RZA             | | 3:25 |
| 15 | "The Birth" (gośc. Daddy-O)                        | Bronze Nazareth | - The 24-Carat Black - "Poverty’s Paradise" - Interpolacja folkowej piosenki "Little Bo Peep"                                                                                                   | 4:38 |
| 16 | "See the Joy"                                      | RZA             | - Nat Dove & the Devils - "Joy" | 3:10 |

## Listy tygodniowe
| Kraj              | Lista                  | Pozycja |
| ----------------- | ---------------------- | ------- |
| Stany Zjednoczone | Billboard 200          | 49      |
| Stany Zjednoczone | Top R&B/Hip-Hop Albums | 20      |